# Pietro Tresso
Pietro Tresso (Magrè di Schio, 30 gennaio 1893 – 27 ottobre 1943) è stato un politico e antifascista italiano.
A seguito della svolta stalinista del PCdI, fu espulso dal partito nel 1930 in quanto trotskista; fu quindi tra i fondatori della Quarta Internazionale. Morì in circostanze non chiare, forse assassinato in Francia da emissari di Stalin durante la Resistenza francese.

## 1915-1920: Primo periodo di lotta politica, tesi massimalista
Nel 1915 Tresso parte per la guerra e nel 1917 è imputato, poi assolto per insufficienza di prove, per la diffusione dei documenti inerenti alla Conferenza di Zimmerwald. Per tale crimine fu anche processato e poi condannato anche Bruno Fortichiari, altro fondatore del Partito Comunista d'Italia (PCd'I). Subito dopo la guerra Pietro Tresso è nuovamente a Schio dove è vivacissimo lo sviluppo delle organizzazioni proletarie, ma già suddivise fra simpatie per i gradualisti e per i massimalisti. Tresso, conseguentemente a tutta la sua azione, si schiera dalla parte dei massimalisti e diventa redattore di "El Visentin" nel 1920, nonché consigliere comunale. Ancora legato alla corrente massimalista di Giacinto Menotti Serrati, riflettendo sull'esperienza di L'Ordine Nuovo, si avvicina, senza parteciparvi, all'impostazione strategica del gruppo del futuro Partito Comunista d'Italia; dissente però da Amadeo Bordiga in relazione alle tesi astensioniste.

## Militante del Partito Comunista d'Italia
Nel gennaio del 1921 aderisce al Partito Comunista d'Italia abbandonando la corrente dei massimalisti. Dopo aver subito una violenza squadristica fascista nel 1921, si rifugia prima a Milano e da lì a Berlino, dove diviene collaboratore della rivista "RGI" che fa capo all'Internazionale sindacale rossa, strettamente legata all'Internazionale Comunista. Si occupa nel contempo di scrivere articoli sul fascismo e delle necessità anche pratiche dei fuoriusciti. Si reca a Mosca per i lavori dell'Internazionale Comunista e dell'Internazionale sindacale rossa, ma c'è necessità della sua presenza in Italia a causa dell'arresto di numerosi dirigenti sindacali da parte del regime fascista. Nel giugno del 1923 si tiene l'esecutivo allargato dell'Internazionale Comunista, in cui si discute anche delle responsabilità di Amadeo Bordiga riguardanti la situazione della sezione italiana dell'Internazionale Comunista della Terza Internazionale ovvero il P.C.d'I. (si veda ad esempio tutto il problema degli Arditi del Popolo e del ritardo della formazione del Partito Comunista d'Italia). Si pone quindi il problema di sostituire Bordiga e della creazione di un nuovo nucleo dirigente, con la nomina di un nuovo comitato esecutivo del PCd'I. Si delinea la dirigenza di Antonio Gramsci, che verrà però incarcerato circa 2 anni dopo.
La base è irritata per le diatribe interne al gruppo dirigente, perlomeno così vengono lette le scelte compiute al vertice in un momento così tragico per la classe operaia e i rivoluzionari: lo stesso Tresso passa ad occuparsi esclusivamente del lavoro sindacale.

## Inizio dell'esilio
A causa di episodi di delazione è costretto a fuggire dall'Italia. Nel periodo che va dal 3 al 19 giugno 1929 Tresso è a Berlino rappresentante del Comitato Centrale del PCd'I, al XII congresso del partito tedesco, mentre a Mosca viene sconfitta l'opposizione di detta di destra di Nikolaj Bucharin e ridotta al silenzio l'opposizione detta di sinistra rappresentata da Radek, Preobrazenskij e Smilga. Trotsky era già stato forzatamente esiliato 3 anni prima, condotto al treno in manette in segno di dispregio.

## Allineamento del PCd'I alla linea di Mosca
Palmiro Togliatti, guida del PCd'I, si allinea alle tesi di Stalin in modo definitivo. La scelta di Mosca ricade pesantemente sulle scelte strategiche del PCd'I, si scontrano la linea Gallo, nome di battaglia di Luigi Longo e la linea Blasco, nome di battaglia di Pietro Tresso, che manterrà nella Resistenza. La linea Blasco è appoggiata e strutturata da Tresso, Alfonso Leonetti e Paolo Ravazzoli. Questi costituiscono il "gruppo dei tre", la principale opposizione all'interno del PCd'I al gruppo staliniano di Togliatti e Ruggero Grieco; le loro posizioni sono peraltro poco omogenee: mentre Tresso ha simpatie trotskiste, Leonetti e Ravazzoli sono in qualche modo eclettici. Ignazio Silone era considerato vicino ai tre e sospettato di esserne in qualche modo l'ispiratore. Conseguentemente alla vittoria di Stalin a Mosca il 9 giugno 1930 i tre vengono espulsi dal partito, insieme a Teresa Recchia e Mario Bavassano. Poco dopo sarà estromesso anche Silone.

## Adesione all'Opposizione di sinistra internazionale

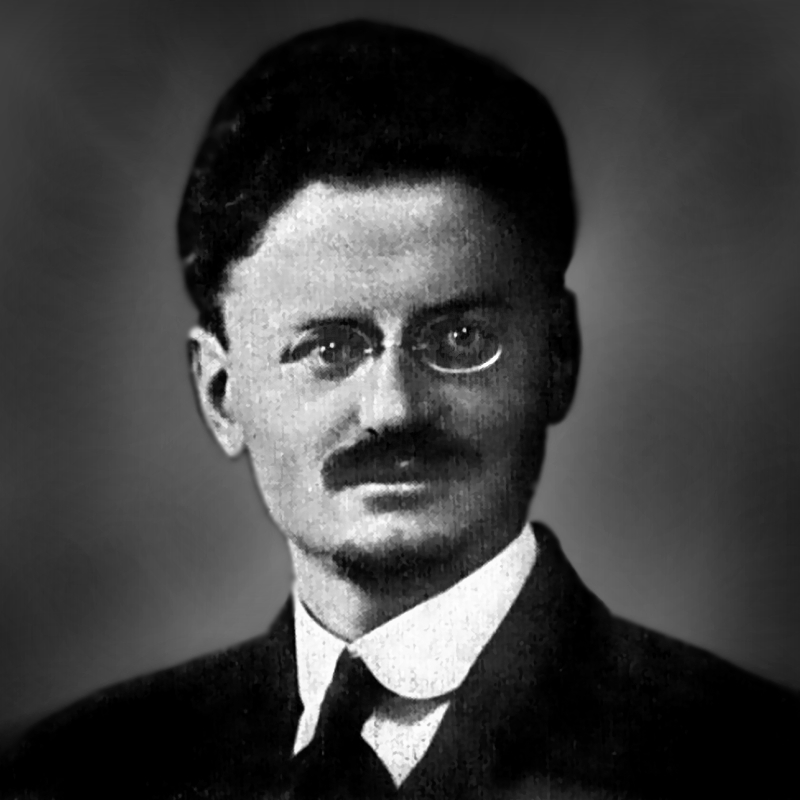
Lev Trotsky

Con i compagni Leonetti e Ravazzoli crea la Nuova Opposizione Italiana (NOI) ed entra a far parte dell'Opposizione di Sinistra Internazionale (OSI), di ispirazione trotskista; a quel tempo sia Tresso che gli altri si trovano in Francia. Qui continuano a collaborare con la rivista trotskista La Vérité, che ha già ospitato loro articoli quando, già in disgrazia nel PCd'I, non riuscivano a pubblicarli sui giornali stalinisti. Dopo l'espulsione si riversa su di loro una fitta serie di attacchi virulenti da parte dei giornali del PCd'I, a cui rispondono con uguale acrimonia da La Vérité. Aderiscono alla Ligue Communiste, che raggruppa la sinistra comunista trotskista francese, peraltro molto frammentata. La stessa NOI risente di queste divisioni.
La NOI non si pone come un partito antagonista al partito comunista ma tenta di modificarne la tattica, in quanto la critica strategica dello stalinismo è ancora in nuce e soprattutto è poco chiaro quello che sta succedendo all'interno dell'Internazionale Comunista. Questo tipo di impostazione si può vedere come precursore della tattica dell'entrismo utilizzata spesso dal movimento trotskista nel secondo dopo guerra.

## La fine dell'opposizione di sinistra italiana
A Parigi dal 4 all'8 febbraio 1933 si tiene la preconferenza internazionale dell'OSI, a cui partecipano fra gli altri: Leonetti, Tresso e la compagna di questi, Barbara Seidenfeld. Si deve preparare la conferenza ipotizzata per il luglio 1933; al centro dell'attenzione è l'analisi politica internazionale dopo la presa del potere di Adolf Hitler. Tresso entra nella segreteria internazionale, ma le divisioni interne sono fortissime e, dopo un'espulsione poi ritirata dello stesso Tresso, la NOI viene sciolta.

## Il periodo dei Fronti popolari e l'ingresso nel PSI
Dopo alterne vicende, col caso Leonetti, con Bavassano e la sua compagna Teresa Recchia che entrano nel gruppo "juif" contrario alle scelte della Quarta Internazionale, e con Ravazzoli che lascia l'organizzazione trotskista, si riesce finalmente nel marzo 1934 a pubblicare in Italia il giornale "La Verità", il cui titolo richiama la sovietica Pravda di Lenin e la francese "La Vérité". Tale iniziativa viene appoggiata da Trotsky e da settori del "fuoruscitismo", ma ormai il seguito di Tresso e Leonetti in Italia è molto ridotto, anche a causa della campagna denigratoria del PCd'I nei loro confronti. Il clima è d'altra parte mutato nuovamente, in seguito alla politica dei Fronti Popolari, e l'indicazione della unità d'azione fra PSI e PCd'I (agosto 1935) pone il problema anche per le frange trotskiste italiane della tattica dell'"entrismo", consistente nel formare una corrente trotskista all'interno del partito socialista, come è stato fatto in Francia nella SFIO nel 1934. Tresso entra quindi nel PSI.
È il periodo della Guerra d'Etiopia, secondo Tresso si presenta l'occasione per un nuovo sbocco rivoluzionario. Al contrario, il PCd'I sta cercando di attirare anche frange di fascisti disillusi, scrivendo per esempio l'Appello ai fratelli in camicia nera.
Nel 1936 Tresso partecipa alla conferenza per la Quarta Internazionale.
L'inizio della guerra civile spagnola introduce altri difficilissimi problemi. Numerosi militanti trotskisti partono per la Spagna a combattere i nazifascisti, confluendo parzialmente nel POUM, ma lasciando nel contempo sguarnita l'organizzazione locale. Il PSI dal canto suo si mostra sempre più insofferente verso i propri iscritti trotskisti e le minacce di espulsione si fanno più serie, per poi diminuire a causa dell'indignazione provocata dal primo dei processi di Mosca delle purghe staliniane. Le persecuzioni a danno delle frange trotskiste perpetrate sia dai fascisti che dagli stalinisti portano diversi militanti di provata fede ad estraniarsi dalla lotte, fra cui uno dei capi storici, Alfonso Leonetti.

## La Quarta Internazionale e l'arresto
Nel 1938 Tresso partecipa alla fondazione della Quarta Internazionale trotskista, con sede in Francia. La situazione internazionale è molto critica, Stalin sferra duri colpi al movimento trotskista, con pesanti repressioni in Unione Sovietica e con l'assassinio di numerosi componenti all'estero. Nel 1940 la Francia viene occupata dai tedeschi e il raggruppamento francese della Quarta Internazionale segue le tristi vicissitudini di una formazione politica antinazista frammentata e per di più in zona occupata: Tresso, ricercato dalla Gestapo, fugge a Marsiglia prendendo contatto con Albert Demazière, responsabile politico dei Comitati per la IV Internazionale; col nome di Julien Pierotti prosegue nel lavoro, ovviamente clandestino, di ristrutturazione del Partito Operaio Internazionalista.
Tresso, Demazière e Reboul vengono arrestati e internati nel carcere di Puy-en-Velay, ma un secondino militante socialista che lavora per la Special Operations Executive del Regno Unito (organizzazione strutturata ad hoc per far evadere i prigionieri antifascisti) organizza la fuga di molti prigionieri, compreso il gruppetto di trotskisti appena arrivati, con un'azione audace e rischiosa.
Tresso viene portato nel campo di partigiani "Wodli", nell'Alta Loira e vi rimane assieme ad alcuni compagni, guardati a vista dagli altri partigiani.

## La Resistenza in Francia e la morte
Le notizie del gruppo dei trotskisti di Wodli si perdono fino al 1944. 
Riguardo alla sorte del Tresso sono state formulate varie ipotesi, tutte inevitabilmente accomunate dalla mancanza di riscontri diretti: la più ricorrente, da subito fatta propria dalla compagna e dagli ambienti trotskisti, è quella dell’omicidio politico compiuto dai partigiani comunisti; non possono tuttavia essere esclusi scenari alternativi: da una fatale recrudescenza della malattia polmonare che lo affliggeva da anni, alla ancora più verosimile possibilità che sia stato ucciso durante uno dei tanti rastrellamenti compiuti dai nazisti e dalle milizie petainiste dopo l’evasione dal carcere.
Secondo lo storico e militante trotskista Pierre Broué, autore del libro "Assassini nel maquis" la sua morte sarebbe confermata assieme a quella di Pierre Salini, Abraham Sadek e Jean Reboul, uccisi da un gruppo di partigiani del campo Wodli, per ordine del comandante Giovanni Sosso ("capitano Jean"), uno dei capi del maquis (Resistenza francese) locale, sospettato di essere agli ordini del servizio segreto staliniano. Questa versione sarebbe confermata da molti ex partigiani del campo Wodli. 

## Citazioni
La posizione di Pietro Tresso rispetto agli sconvolgimenti geopolitici del periodo storico si evince dalle seguenti due citazioni di un suo lavoro, espresse in modo chiaro e comprensibile nonostante la difficoltà di sintetizzare in poche parole il complesso argomento trattato:
, da Marxismo e questione nazionale edito nel 1935.